# Tableau chronologique des royaumes de la péninsule Ibérique
Ce tableau n'est pas exhaustif. Manquent surtout les gouvernants portugais, arabes et musulmans de 711 à 1492.
L'histoire et la chronologie des royaumes qui ont été créés après la chute de l'Empire romain d'Occident et les invasions de différents peuples germaniques remonte autour de l'an 400 de notre ère.
Bien que la formation de l'Espagne comme état moderne commence après la fin de la guerre de Succession, l'unification sous une même couronne des différents royaumes chrétiens qui se sont créés après l'invasion musulmane de 711, est survenue avec les Rois catholiques, qui réunirent les couronnes de Castille et d'Aragon pour achever la conquête du dernier territoire resté musulman et envahir le royaume de Grenade. Plus tard Ferdinand le Catholique, une fois décédée Isabelle I, envahit le royaume chrétien de Navarre. Ainsi débuta une longue guerre poursuivie par Charles Quint et qui s'acheva par la prise de contrôle de la Haute Navarre, au sud des Pyrénées.
La numérotation des rois espagnols a été établie a posteriori, en partant de la royauté asturienne, considérée donc comme la dynastie légitimement hispanique et héritière des wisigoths; ensuite vient la royauté de León, continuatrice de l'asturienne, et plus tard la royauté de Castille. Au début la monarchie asturienne —comme la wisigothe— n'était pas héréditaire mais élective, même si la Couronne se transmettait le plus souvent aux fils ou aux parents des rois. Ainsi, l'actuelle monarchie espagnole descend directement de Bermude Ier (et non de Pélage le Conquérant, car cette dernière lignée s'est achevée avec Alphonse II le Chaste descendant de Pélage). La lignée de Bermude Ier se prolonge sans interruption jusqu'à Juan Carlos I, ce qui fait de la dynastie espagnole régnante la plus ancienne au monde, à l'exception de la dynastie japonaise qui remonte plus haut dans le temps.

## Époque romaine

### République
- Consuls de Rome : -218 – -27 (provinces de l'Hispanie citérieure et de l'Hispanie ultérieure)

### Empire
- Empereurs de Rome : -27 – 409 (Hispanie)

## Haut Moyen Âge: les royaumes barbares
| Royaumes vandales                                                                                 | Royaumes wisigoths                                                                             | Royaumes suèves                                                                                   |
| ------------------------------------------------------------------------------------------------- | ---------------------------------------------------------------------------------------------- | ------------------------------------------------------------------------------------------------- |
| Gondéric (409–428)                                                                                | Athaulf (410–415)                                                                              | Herméric (409–438) En 410 il signe un foedus avec Rome pour s'établir dans la péninsule ibérique. |
| Gondéric (409–428)                                                                                | Sigéric (415)                                                                                  | Herméric (409–438) En 410 il signe un foedus avec Rome pour s'établir dans la péninsule ibérique. |
| Gondéric (409–428)                                                                                | Wallia (415–418)                                                                               | Herméric (409–438) En 410 il signe un foedus avec Rome pour s'établir dans la péninsule ibérique. |
| Genséric (428–429) En 429 traversent le détroit de Gibraltar et s'établissent en Afrique du Nord. | Théodoric Ier (418–451)                                                                        | Rechila (438–448)                                                                                 |
|                                                                                                   | Thorismond (451–453)                                                                           | Rechiaire (448–456) Converti au catholicisme en 449.                                              |
| Théodoric II (453–466)                                                                            | 1re division du royaume suève: ~ Framta (456–457) ~ Agiulf (456–457)                           |                                                                                                   |
| Théodoric II (453–466)                                                                            | Réunification: Maldras (457–459)                                                               |                                                                                                   |
| Euric (466–484)                                                                                   | 2e division du royaume suève: - Frumaire (459-463) ~ Réchimond (459–463) ~ Rémismond (459–469) |                                                                                                   |
| Euric (466–484)                                                                                   | Réunification: Rémismond (463–469) Converti à l'arianisme en 465.                              |                                                                                                   |
| Alaric II (484–507)                                                                               | Période obscure: Théodemond (??) (469-550)                                                     |                                                                                                   |
| Geisalic (507–510)                                                                                | Période obscure: Théodemond (??) (469-550)                                                     |                                                                                                   |
| Amalaric (510–531)                                                                                | Période obscure: Théodemond (??) (469-550)                                                     |                                                                                                   |
| Theudis (531–548)                                                                                 | Période obscure: Théodemond (??) (469-550)                                                     |                                                                                                   |
| Theudigisel (548–549)                                                                             | Période obscure: Théodemond (??) (469-550)                                                     |                                                                                                   |
| Agila Ier (549–551)                                                                               | Période obscure: Théodemond (??) (469-550)                                                     |                                                                                                   |
| Athanagild (551–567)                                                                              | Cararic (550–559) Converti au catholicisme en 550.                                             |                                                                                                   |
| Liuva Ier (567–572)                                                                               | Théodemir (559–570) Premier concile de Braga (561)                                             |                                                                                                   |
| Liuva Ier (567–572)                                                                               | Ariamir (570–583) Second concile de Braga (572)                                                |                                                                                                   |
| Léovigild (572–586)                                                                               | Eboric (583–584) aussi appelé Euric                                                            |                                                                                                   |
| Léovigild (572–586)                                                                               | Andeca (584–585) En 585, le royaume suèves est conquis définitivement par les Wisigoths.       |                                                                                                   |
| Récarède Ier (586–601)                                                                            |                                                                                                |                                                                                                   |
| Liuva II (601–603)                                                                                |                                                                                                |                                                                                                   |
| Wittéric (603–610)                                                                                |                                                                                                |                                                                                                   |
| Gundomar (610–612)                                                                                |                                                                                                |                                                                                                   |
| Sisebut (612–621)                                                                                 |                                                                                                |                                                                                                   |
| Récarède II (621)                                                                                 |                                                                                                |                                                                                                   |
| Swinthila (621–631)                                                                               |                                                                                                |                                                                                                   |
| Sisenand (631–636)                                                                                |                                                                                                |                                                                                                   |
| Chintila (636–639)                                                                                |                                                                                                |                                                                                                   |
| Tulga (639–642)                                                                                   |                                                                                                |                                                                                                   |
| Chindaswinth (642–653)                                                                            |                                                                                                |                                                                                                   |
| Recceswinth (653–672)                                                                             |                                                                                                |                                                                                                   |
| Wamba (672–680)                                                                                   |                                                                                                |                                                                                                   |
| Ervige (680–687)                                                                                  |                                                                                                |                                                                                                   |
| Égica (687–700)                                                                                   |                                                                                                |                                                                                                   |
| Wittiza (700–710)                                                                                 |                                                                                                |                                                                                                   |
| Rodéric (710–711)                                                                                 |                                                                                                |                                                                                                   |
| Agila II (710-714) S'oppose à Rodéric et règne sur la Tarraconaise et la Septimanie.              |                                                                                                |                                                                                                   |
| Ardo (714-720) Succède à Agila II, s'oppose aux musulmans et gouverne la Septimanie jusqu'en 725. |                                                                                                |                                                                                                   |

## Al-Andalus
| Ambiza (عنبسة بن سحيم الكلبي) wali (726–726) |
| Abd al-Malik (عبد الملك بن قطن الفهري) wali (726–747) |
| Yusuf al-Fihri (747–756) |
| Abd al-Rahman Ier (عبد الرحمن بن معاوية بن هشام بن عبد الملك) (Omeyyades) (756–788) (fonde la dynastie des Omeyyades et crée l'émirat de Cordoue, indépendant de Damas) |
| Hicham Ier (أبو الوليد "الرضي" هشام بن عبد الرحمن) (Omeyyades) émir (788–796)                                                                                           |
| Al-Hakam Ier (أبو العاص “المرتضى” الحكم بن هشام) (Omeyyades) émir (796–822)                                                                                             |
| Abd al-Rahman II (أبو المطرف عبد الرحمن بن الحكم) (Omeyyades) émir (822–852)                                                                                            |
| Muhammad Ier (أبو عبد الله محمد بن عبد الرحمن) (Omeyyades) émir (852–886)                                                                                               |
| Al-Mundhir (أبو الحكم المنذر بن محمد) (Omeyyades) émir (886–888) |
| Abd Allah ben Muhammad (بد الله بن محمد بن عبد الرحمن) (Omeyyades) émir (888–912)                                                                                       |
| Abd al-Rahman III (عبد الرحمن الناصر لدين الله) (Omeyyades) (912–961) (émir, puis début du califat en 928)                                                              |
| Al-Hakam II (أبو العاص المرتضى الحكم بن هشام) (Omeyyades) (961–976) |
| Hishâm II (هشام المؤيد بالله) (Omeyyades) (976–1000 et 1010–1013) (voir aussi Almanzor)                                                                                 |
| Mohamed II (المهدي بالله محمد بن هشام) (Omeyyades) (961–976) |
| Sulayman ben al-Hakam (سليمان المستعين بالله) (Omeyyades) (1009 et 1013–1016)                                                                                           |
| Abd al-Rahman IV (“المرتضى” عبد الرحمن بن محمد) (Omeyyades) (1018) |
| Abd al-Rahman V (المستظهر بالله” عبد الرحمن بن هشام) (Omeyyades) (1023–1024)                                                                                            |
| Muhammad III (المستكفي” محمد بن عبد الرحمن) (Omeyyades) (1024–1025) |
| Hicham III (هشام المعتد بالله) (Omeyyades) (1027–1031) |
| Première période de taïfas (1009–1106) |
| Youssef Ibn Tachfin (يوسف بن تاشفين) (Dynastie des Almoravides) (1062–1106)                                                                                             |
| Ali Ben Youssef (علي بن يوسف) (Dynastie des Almoravides) (1106–1143) |
| Tachfin Ben Ali (تاشفين بن علي) (Dynastie des Almoravides) (1143–1145)                                                                                                  |
| Seconde période de taïfas (1142–1170) |
| Almohades (1147–1226) |
| Troisième période de taïfas (1226–1238) |
| Nasrides de Grenade (1238–1492) |

## Royaumes chrétiens durant laReconquista
| Royaume de Navarre                                                                     | Royaume d'Aragon / Couronne d'Aragon                                                                                         | Royaume de Castille / Couronne de Castille                                                                                       | Royaume de León | Royaume des Asturies | Royaume de Galice                                                                                            | Royaume de Portugal                                                                   |
| -------------------------------------------------------------------------------------- | --- | --- | --- | --- | --- | ------------------------------------------------------------------------------------- |
| —                                                                                      | — | — | — | Pélage le Conquérant (718–737)                                                                                               | — | —                                                                                     |
| —                                                                                      | — | — | — | Favila des Asturies (737–739)                                                                                                | — | —                                                                                     |
| —                                                                                      | — | — | — | Alphonse Ier (739–757) S'autoproclame premier roi des Asturies.                                                              | — | —                                                                                     |
| —                                                                                      | — | — | — | Fruela Ier (757–768) | — | —                                                                                     |
| —                                                                                      | — | — | — | Aurelio (768–774) | — | —                                                                                     |
| —                                                                                      | — | — | — | Silo (774–783) | — | —                                                                                     |
| —                                                                                      | — | — | — | Mauregat (783–789) | — | —                                                                                     |
| —                                                                                      | — | — | — | Bermude Ier (789–791) | — | —                                                                                     |
| —                                                                                      | — | — | — | Alphonse II, le Chaste (791–842)                                                                                             | — | —                                                                                     |
| Eneko Arista de Pampelune (810–852)                                                    | — | — | — | Alphonse II, le Chaste (791–842)                                                                                             | — | —                                                                                     |
| Eneko Arista de Pampelune (810–852)                                                    | — | — | — | Ramire Ier (842–850) | — | —                                                                                     |
| García Ier de Pampelune (852–870)                                                      | — | — | — | Ordoño Ier (850–866) | — | —                                                                                     |
| Fortún le Moine de Pampelune (870–905)                                                 | — | — | — | Alphonse III, Le Grand (866–910)                                                                                             | — | —                                                                                     |
| Sanche Ier (905–925)                                                                   | — | — | García Ier (910–914) | Fruela II (910–925) | Ordoño II (910–924) En 914 il se proclame aussi roi de León.                                                 | —                                                                                     |
| Sanche Ier (905–925)                                                                   | — | — | Ordoño II (914–924) | Fruela II (910–925) | Ordoño II (910–924) En 914 il se proclame aussi roi de León.                                                 | —                                                                                     |
| Sanche Ier (905–925)                                                                   | — | — | Fruela II (924–925) | Fruela II (924–925) | Fruela II (924–925)                                                                                          | —                                                                                     |
| Sanche Ier (905–925)                                                                   | — | — | Alphonse Froilaz (925) | Alphonse Froilaz (925) | Alphonse Froilaz (925)                                                                                       | —                                                                                     |
| Íñigo Garcés (925–931)                                                                 | — | — | Alphonse IV (925–930) | Alphonse IV (925–930) | Sanche Ordóñez (925–929)                                                                                     | —                                                                                     |
| —                                                                                      | — | — | Alphonse IV (929–930) | Alphonse IV (929–930) | Alphonse IV (929–930)                                                                                        | —                                                                                     |
| García II (931–970)                                                                    | — | — | Ramire II (930–950) | Ramire II (930–950) | Ramire II (930–950)                                                                                          | Ramire II (930–950)                                                                   |
| García II (931–970)                                                                    | — | Ferdinand González (930–970) Premier Comte de Castille                                                                           | Ordoño III (950–955) | Ordoño III (950–955) | Ordoño III (950–955)                                                                                         | Ordoño III (950–955)                                                                  |
| García II (931–970)                                                                    | — | Ferdinand González (930–970) Premier Comte de Castille                                                                           | Sanche Ier (955–967) | Sanche Ier (955–967) | Sanche Ier (955–967)                                                                                         | Sanche Ier (955–967)                                                                  |
| Sanche II, Abarca (970–994) Hérite du Comté d'Aragon.                                  | — | García Fernández (970–995) Comte de Castille                                                                                     | Ramire III (967–984) | Ramire III (967–984) | Ramire III (967–984)                                                                                         | Ramire III (967–984)                                                                  |
| García III, Le Trembleur (994–1000)                                                    | — | Sanche García (995–1017) Comte de Castille                                                                                       | Bermude II, le Gouteux (984–999)                                                                                             | Bermude II, le Gouteux (984–999)                                                                                             | Bermude II, le Gouteux (984–999)                                                                             | Bermude II, le Gouteux (984–999)                                                      |
| Sanche III, le Grand (1000–1035) À la tête des comtés d'Aragon, Sobrarbe et Ribagorce. | — | García II (1017–1028) Comte de Castille                                                                                          | Alphonse V (999–1027) | Alphonse V (999–1027) | Alphonse V (999–1027)                                                                                        | Alphonse V (999–1027)                                                                 |
| Sanche III, le Grand (1000–1035) À la tête des comtés d'Aragon, Sobrarbe et Ribagorce. | — | Sanche III, le Grand (1028–1035) Roi de Navarre. Comte de Castille                                                               | Alphonse V (999–1027) | Alphonse V (999–1027) | Alphonse V (999–1027)                                                                                        | Alphonse V (999–1027)                                                                 |
| García IV (1035–1054)                                                                  | Ramire Ier (1035–1063) | Ferdinand Ier (1035–1037) Dernier Comte de Castille                                                                              | Bermude III (1027–1037) | Bermude III (1027–1037) | Bermude III (1027–1037)                                                                                      | Bermude III (1027–1037)                                                               |
| García IV (1035–1054)                                                                  | Ramire Ier (1035–1063) | Ferdinand Ier (1037–1065) Le Comte de Castille se couronne Roi de León. À sa mort, le comté se convertit en Royaume de Castille. | | | |                                                                                       |
| Sanche IV (1054–1076)                                                                  | Sanche Ier (1063–1076) | Sanche II de Castille (1065–1072)                                                                                                | Alphonse VI (1065–1072) | Alphonse VI (1065–1072) | García II (1065–1072)                                                                                        | García II (1065–1072)                                                                 |
| Sanche Ier (1076–1094) Union de l'Aragon et de la Navarre.                             | Sanche Ier (1076–1094) Union de l'Aragon et de la Navarre.                                                                   | Alphonse VI (1072–1109) La Castille fait à nouveau partie de la Couronne de León.                                                | Alphonse VI (1072–1109) La Castille fait à nouveau partie de la Couronne de León.                                            | Alphonse VI (1072–1109) La Castille fait à nouveau partie de la Couronne de León.                                            | Alphonse VI (1072–1109) La Castille fait à nouveau partie de la Couronne de León.                            | Henri de Bourgogne, comte de Portugal (1093–1112)                                     |
| Pierre Ier (1094–1104)                                                                 | | Alphonse VI (1072–1109) La Castille fait à nouveau partie de la Couronne de León.                                                | Alphonse VI (1072–1109) La Castille fait à nouveau partie de la Couronne de León.                                            | Alphonse VI (1072–1109) La Castille fait à nouveau partie de la Couronne de León.                                            | Alphonse VI (1072–1109) La Castille fait à nouveau partie de la Couronne de León.                            | Henri de Bourgogne, comte de Portugal (1093–1112)                                     |
| Alphonse Ier d'Aragon, le Batailleur (1104–1134)                                       | Alphonse Ier d'Aragon, le Batailleur (1104–1134)                                                                             | Urraque Ire (1109–1126) Son mari, Alphonse Ier d'Aragon fut roi consort jusqu'à ce qu'il la répudie en 1114.                     | Urraque Ire (1109–1126) Son mari, Alphonse Ier d'Aragon fut roi consort jusqu'à ce qu'il la répudie en 1114.                 | Urraque Ire (1109–1126) Son mari, Alphonse Ier d'Aragon fut roi consort jusqu'à ce qu'il la répudie en 1114.                 | Urraque Ire (1109–1126) Son mari, Alphonse Ier d'Aragon fut roi consort jusqu'à ce qu'il la répudie en 1114. | Alphonse Henriques, o Conquistador, comte de Portugal (1112–1139)                     |
| García V Ramirez (1134–1150)                                                           | Ramire II, le Moine (1134–1157)                                                                                              | Alphonse VII (1126–1157) | Alphonse VII (1126–1157) | Alphonse VII (1126–1157) | Alphonse VII (1126–1157)                                                                                     | Alphonse Henriques (Alphonse Ier), le Conquérant, premier roi de Portugal (1139–1185) |
| García V Ramirez (1134–1150)                                                           | Pétronille (1157–1164) | Sanche III (1157–1158) | Ferdinand II (1157–1188) | Ferdinand II (1157–1188) | Ferdinand II (1157–1188)                                                                                     | Alphonse Henriques (Alphonse Ier), le Conquérant, premier roi de Portugal (1139–1185) |
| Sanche VI (1150–1194)                                                                  | Pétronille (1157–1164) | Alphonse VIII (1158–1214) | Ferdinand II (1157–1188) | Ferdinand II (1157–1188) | Ferdinand II (1157–1188)                                                                                     | Alphonse Henriques (Alphonse Ier), le Conquérant, premier roi de Portugal (1139–1185) |
| Sanche VI (1150–1194)                                                                  | Alphonse II (1164–1196) Premier roi de la Couronne d'Aragon.                                                                 | Alphonse VIII (1158–1214) | Ferdinand II (1157–1188) | Ferdinand II (1157–1188) | Ferdinand II (1157–1188)                                                                                     | Alphonse Henriques (Alphonse Ier), le Conquérant, premier roi de Portugal (1139–1185) |
| Sanche VII, el Fuerte (1194–1234)                                                      | Alphonse IX (1188–1230) | Alphonse IX (1188–1230) | Alphonse IX (1188–1230) | Sanche Ier, le Fondateur (1185–1211)                                                                                         | |                                                                                       |
| Sanche VII, el Fuerte (1194–1234)                                                      | Alphonse IX (1188–1230) | Alphonse IX (1188–1230) | Alphonse IX (1188–1230) | Sanche Ier, le Fondateur (1185–1211)                                                                                         | Pierre II, le Catholique (1196–1213)                                                                         | Henri Ier (1214–1217)                                                                 |
| Sanche VII, el Fuerte (1194–1234)                                                      | Alphonse IX (1188–1230) | Alphonse IX (1188–1230) | Alphonse IX (1188–1230) | Sanche Ier, le Fondateur (1185–1211)                                                                                         | Jacques Ier, le Conquérant (1213–1276)                                                                       | Bérengère (1217)                                                                      |
| Sanche VII, el Fuerte (1194–1234)                                                      | Alphonse IX (1188–1230) | Alphonse IX (1188–1230) | Alphonse IX (1188–1230) | Ferdinand III le Saint (1217–1230)                                                                                           | Jacques Ier, le Conquérant (1213–1276)                                                                       | Alphonse II, le Gras (1211–1223)                                                      |
| Thibaud Ier (1234–1253)                                                                | Ferdinand III, le Saint (1230–1252) Création de la Couronne de Castille par l'union des Couronnes de León et de la Castille. | Ferdinand III, le Saint (1230–1252) Création de la Couronne de Castille par l'union des Couronnes de León et de la Castille.     | Ferdinand III, le Saint (1230–1252) Création de la Couronne de Castille par l'union des Couronnes de León et de la Castille. | Ferdinand III, le Saint (1230–1252) Création de la Couronne de Castille par l'union des Couronnes de León et de la Castille. | Jacques Ier, le Conquérant (1213–1276)                                                                       | Sanche II, le Pieux (1223–1247)                                                       |
| Thibaud II (1253–1270)                                                                 | Ferdinand III, le Saint (1230–1252) Création de la Couronne de Castille par l'union des Couronnes de León et de la Castille. | Ferdinand III, le Saint (1230–1252) Création de la Couronne de Castille par l'union des Couronnes de León et de la Castille.     | Ferdinand III, le Saint (1230–1252) Création de la Couronne de Castille par l'union des Couronnes de León et de la Castille. | Ferdinand III, le Saint (1230–1252) Création de la Couronne de Castille par l'union des Couronnes de León et de la Castille. | Jacques Ier, le Conquérant (1213–1276)                                                                       | Alphonse III, le Boulonnais (1247–1279)                                               |
| Henri Ier (1270–1274)                                                                  | Alphonse X le Sage (1252–1284)                                                                                               | Alphonse X le Sage (1252–1284)                                                                                                   | Alphonse X le Sage (1252–1284)                                                                                               | Alphonse X le Sage (1252–1284)                                                                                               | Jacques Ier, le Conquérant (1213–1276)                                                                       | Alphonse III, le Boulonnais (1247–1279)                                               |
| Jeanne Ire (1274–1305) Philippe Ier (IV de France) (1285–1305)                         | Alphonse X le Sage (1252–1284)                                                                                               | Alphonse X le Sage (1252–1284)                                                                                                   | Alphonse X le Sage (1252–1284)                                                                                               | Alphonse X le Sage (1252–1284)                                                                                               | Pierre III, le Grand (1276–1285)                                                                             | Denis Ier, le Laboureur (1279–1325)                                                   |
| Jeanne Ire (1274–1305) Philippe Ier (IV de France) (1285–1305)                         | Alphonse III (1285–1291) | Sanche IV (1284–1295) | Sanche IV (1284–1295) | Sanche IV (1284–1295) | Sanche IV (1284–1295)                                                                                        | Denis Ier, le Laboureur (1279–1325)                                                   |
| Jeanne Ire (1274–1305) Philippe Ier (IV de France) (1285–1305)                         | Jacques II (1291–1327) | Sanche IV (1284–1295) | Sanche IV (1284–1295) | Sanche IV (1284–1295) | Sanche IV (1284–1295)                                                                                        | Denis Ier, le Laboureur (1279–1325)                                                   |
| Louis Ier (1305–1316)                                                                  | Ferdinand IV l'Ajourné (1295–1312)                                                                                           | Ferdinand IV l'Ajourné (1295–1312)                                                                                               | Ferdinand IV l'Ajourné (1295–1312)                                                                                           | Ferdinand IV l'Ajourné (1295–1312)                                                                                           | | Denis Ier, le Laboureur (1279–1325)                                                   |
| Jean Ier de France, le Posthume (1316)                                                 | Ferdinand IV l'Ajourné (1295–1312)                                                                                           | Ferdinand IV l'Ajourné (1295–1312)                                                                                               | Ferdinand IV l'Ajourné (1295–1312)                                                                                           | Ferdinand IV l'Ajourné (1295–1312)                                                                                           | | Denis Ier, le Laboureur (1279–1325)                                                   |
| Philippe II (V de France) le Long (1316–1322)                                          | Alphonse XI (1312–1350) | Alphonse XI (1312–1350) | Alphonse XI (1312–1350) | Alphonse XI (1312–1350) | | Denis Ier, le Laboureur (1279–1325)                                                   |
| Charles Ier (IV de France) (1322–1328)                                                 | Alphonse XI (1312–1350) | Alphonse XI (1312–1350) | Alphonse XI (1312–1350) | Alphonse XI (1312–1350) | Alphonse IV (1327–1333)                                                                                      | Alphonse IV, le Brave (1325–1357)                                                     |
| Jeanne II de Navarre (1328–1349) Philippe III d'Evreux (1328–1343)                     | Alphonse XI (1312–1350) | Alphonse XI (1312–1350) | Alphonse XI (1312–1350) | Alphonse XI (1312–1350) | Pierre IV, le Cérémonieux (1336–1387)                                                                        | Alphonse IV, le Brave (1325–1357)                                                     |
| Charles II (1349–1387)                                                                 | Pierre Ier (1350–1369) | Pierre Ier (1350–1369) | Pierre Ier (1350–1369) | Pierre Ier (1350–1369) | Pierre IV, le Cérémonieux (1336–1387)                                                                        | Pierre Ier, le Justicier (1357–1367)                                                  |
| Charles II (1349–1387)                                                                 | Henri II de Trastamare le Fratricide (1369–1379)                                                                             | Henri II de Trastamare le Fratricide (1369–1379)                                                                                 | Henri II de Trastamare le Fratricide (1369–1379)                                                                             | Henri II de Trastamare le Fratricide (1369–1379)                                                                             | Pierre IV, le Cérémonieux (1336–1387)                                                                        | Ferdinand Ier, le Beau (1369–1383)                                                    |
| Charles II (1349–1387)                                                                 | Jean Ier (1379–1390) | Jean Ier (1379–1390) | Jean Ier (1379–1390) | Jean Ier (1379–1390) | Pierre IV, le Cérémonieux (1336–1387)                                                                        | Éléonore, Régente du Royaume (1383–1385)                                              |
| Charles III, le Noble (1387–1425)                                                      | Jean Ier (1387–1396) | Henri III, le Maladif (1390–1406)                                                                                                | Henri III, le Maladif (1390–1406)                                                                                            | Henri III, le Maladif (1390–1406)                                                                                            | Henri III, le Maladif (1390–1406)                                                                            | Jean Ier, de Bon Souvenir (1385–1433)                                                 |
| Charles III, le Noble (1387–1425)                                                      | Martin Ier (1396–1410) | Henri III, le Maladif (1390–1406)                                                                                                | Henri III, le Maladif (1390–1406)                                                                                            | Henri III, le Maladif (1390–1406)                                                                                            | Henri III, le Maladif (1390–1406)                                                                            | Jean Ier, de Bon Souvenir (1385–1433)                                                 |
| Charles III, le Noble (1387–1425)                                                      | Ferdinand Ier (1412–1416) | Jean II de Castille (1406–1454)                                                                                                  | Jean II de Castille (1406–1454)                                                                                              | Jean II de Castille (1406–1454)                                                                                              | Jean II de Castille (1406–1454)                                                                              | Jean Ier, de Bon Souvenir (1385–1433)                                                 |
| Charles III, le Noble (1387–1425)                                                      | Alphonse V (1416–1458) | Jean II de Castille (1406–1454)                                                                                                  | Jean II de Castille (1406–1454)                                                                                              | Jean II de Castille (1406–1454)                                                                                              | Jean II de Castille (1406–1454)                                                                              | Jean Ier, de Bon Souvenir (1385–1433)                                                 |
| Blanche Ire (1425–1446) Jean II d'Aragon (1425–1479)                                   | Jean II d'Aragon (1458–1479)                                                                                                 | Henri IV (1454–1474) | Henri IV (1454–1474) | Henri IV (1454–1474) | Henri IV (1454–1474)                                                                                         | Édouard Ier, l'Éloquent (1433–1438)                                                   |
| Éléonore Ire (1479)                                                                    | Ferdinand, le Catholique (1479–1516)                                                                                         | Isabelle Ire, la Catholique (1474–1504)                                                                                          | Isabelle Ire, la Catholique (1474–1504)                                                                                      | Isabelle Ire, la Catholique (1474–1504)                                                                                      | Isabelle Ire, la Catholique (1474–1504)                                                                      | Alphonse V, l'Africain (1438–1477)                                                    |
| François Phébus (1479–1483)                                                            | Ferdinand, le Catholique (1479–1516)                                                                                         | Jeanne Ire, la Folle (1504–1555) Fut reine jusqu'à sa mort sans exercer réellement le pouvoir.                                   | Jeanne Ire, la Folle (1504–1555) Fut reine jusqu'à sa mort sans exercer réellement le pouvoir.                               | Jeanne Ire, la Folle (1504–1555) Fut reine jusqu'à sa mort sans exercer réellement le pouvoir.                               | Jeanne Ire, la Folle (1504–1555) Fut reine jusqu'à sa mort sans exercer réellement le pouvoir.               | Jean II, le Prince Parfait (1477–1495)                                                |
| Catherine de Navarre (1483–1512) Jean III d'Albret (1483–1512)                         | Ferdinand, le Catholique (1479–1516)                                                                                         | Philippe Ier, le Beau (1504–1506)                                                                                                | Philippe Ier, le Beau (1504–1506)                                                                                            | Philippe Ier, le Beau (1504–1506)                                                                                            | Philippe Ier, le Beau (1504–1506)                                                                            | Jean II, le Prince Parfait (1477–1495)                                                |
| Catherine de Navarre (1483–1512) Jean III d'Albret (1483–1512)                         | Ferdinand, le Catholique (1479–1516)                                                                                         | Ferdinand, le Catholique (1507–1516) Comme régent.                                                                               | | | | Jean II, le Prince Parfait (1477–1495)                                                |

## Époque moderne
| Espagne                                                                 | Portugal                                                     |
| ----------------------------------------------------------------------- | ------------------------------------------------------------ |
| Jeanne Ire et Charles V (1516–1555 et 1516–1556)                        | Manuel Ier (1495–1521)                                       |
| Jeanne Ire et Charles V (1516–1555 et 1516–1556)                        | Jean III (1521–1557)                                         |
| Philippe II (1556–1580)                                                 | Sébastien Ier (1557–1578)                                    |
| Philippe II (1556–1580)                                                 | Henri Ier (1578–1580)                                        |
| Union ibérique (1580-1640)                                              |                                                              |
| Philippe II et Ier (1580–1598)                                          |                                                              |
| Philippe III et II (1598–1621)                                          |                                                              |
| Philippe IV et III (1621–1640)                                          |                                                              |
| Philippe IV (1640–1665)                                                 | Jean IV, «le Restaurateur» (1640–1656)                       |
| Charles II (1665–1700)                                                  | Alphonse VI, «le Victorieux» (1656–1667)                     |
| Philippe V (1700–1724)                                                  | Pierre II, «le Pacifique» (1667–1706)                        |
| Louis Ier (1724)                                                        | Jean V, «le Magnanime» (1706–1750)                           |
| Philippe V (1724–1746)                                                  | Jean V, «le Magnanime» (1706–1750)                           |
| Ferdinand VI (1746–1759)                                                | Joseph Ier, «le Réformateur» (1750–1777)                     |
| Charles III (1759–1788)                                                 | Marie Ire et Pierre III (1777–1816 et 1777–1786)             |
| Charles IV (1788–1808)                                                  | Marie Ire et Pierre III (1777–1816 et 1777–1786)             |
| Ferdinand VII (1808, 1er règne)                                         | Marie Ire et Pierre III (1777–1816 et 1777–1786)             |
| Joseph Bonaparte (1808–1813)                                            | Marie Ire et Pierre III (1777–1816 et 1777–1786)             |
| Ferdinand VII (1813–1833, 2e règne)                                     | Jean VI (1816–1826)                                          |
| Ferdinand VII (1813–1833, 2e règne)                                     | Pierre IV (1826)                                             |
| Ferdinand VII (1813–1833, 2e règne)                                     | Marie II (1826–1828, 1er règne)                              |
| Isabelle II (1833–1868)                                                 | Michel Ier (1828–1834)                                       |
| Isabelle II (1833–1868)                                                 | Marie II et Ferdinand II (1834–1853, 2e règne, et 1837–1853) |
| Isabelle II (1833–1868)                                                 | Pierre V (1853–1861)                                         |
| Francisco Serrano (1868–1871) Régent de la monarchie                    | Louis Ier (1861–1889)                                        |
| Amédée Ier (1871–1873)                                                  | Louis Ier (1861–1889)                                        |
| Alphonse XII (1874–1885)                                                | Louis Ier (1861–1889)                                        |
| Marie-Christine de Habsbourg-Lorraine-Teschen (1885–1886) Reine régente | Louis Ier (1861–1889)                                        |
| Alphonse XIII (1886–1931)                                               | Charles Ier (1889-1908)                                      |
| Alphonse XIII (1886–1931)                                               | Manuel II (1908–1910)                                        |
| Francisco Franco (1936-1975) Dictature                                  | Présidents de la République portugaise (depuis 1910)         |
| Juan Carlos Ier (1975-2014)                                             | Présidents de la République portugaise (depuis 1910)         |
| Felipe VI (depuis 2014)                                                 | Présidents de la République portugaise (depuis 1910)         |